# 1963年日本グランプリ (4輪)
1963年の日本グランプリは、1963年5月3日と5月4日に鈴鹿サーキットにて決勝レースが行われた。正式名称は「第1回日本グランプリ自動車レース大会」。第二次世界大戦後の日本における本格的な自動車レースのはじまりとされる。

## 概要

### 運営方式
4輪レース初の「日本グランプリ」は、1962年11月に開業した鈴鹿サーキット国際レーシングコースで開催された。国内では自動車クラブを中心としてジムカーナやヒルクライムのような活動が行われていたが、今回は専用舗装コースで行われる初の本格的4輪レースとなった。
最初に開催を発表したのはホンダが後援する日本自動車スポーツ協会（JASA）だった。日本グランプリの主催・公認権を持つのは国際自動車連盟（FIA）加盟団体である日本自動車協会（JAA）だったが、財政難から日本自動車連盟（JAF）への吸収合併案が進んでいた。JASAとJAAの間でトラブルが生じ、FIAは今大会のみJASAが主催し、JAFが公認するという形の調停案を示した。JAFは出場者に有料の会員登録を要求して反発を招き、JASAが全員分の会費を支払うという一幕もあった。
大会日程は2日間に渡り、車種と排気量ごとに10クラスに分けて行われた。翌年の第2回大会まではグランプリ指定のレースはなく、全クラスの成績が等しく扱われた。国産乗用車中心のツーリングカーレースが6クラス、輸入車中心のスポーツカーレースが3クラス。さらにメインイベントとして、海外招待選手による国際スポーツカークラスが2レース行われた。来日メンバーはホンダの中村良夫が友人のジャーナリスト、ジェラール・クロンバックに依頼して集めてもらった。
- 5月3日
  - 9時35分 - C-Iクラス（ツーリングカー400cc以下）
  - 10時40分 - B-Iクラス（スポーツカー1300cc以下）
  - 12時 - C-IVクラス（ツーリングカー1001～1300cc）
  - 13時25分 - B-IIクラス（スポーツカー1301～2500cc）
  - 14時57分 - Aクラス1日目（国際スポーツカー）
  - 16時30分 - C-Vクラス（ツーリングカー1301～1600cc）
- 5月4日
  - 8時30分 - C-IIIクラス（ツーリングカー701～1000cc）
  - 9時40分 - B-IIIクラス（GTカー2501cc以上）
  - 11時25分 - C-IIクラス（ツーリングカー401～700cc）
  - 12時40分 - Aクラス2日目（国際スポーツカー）
  - 14時45分 - C-VIクラス（ツーリングカー1601～2000cc）

### 草レースからの出発
当時の日本では「自動車レース」という競技の存在自体ほとんど知られていなかったが、物珍しさもあり2日間に20万人以上もの大観衆を集めた。観客の中には公営ギャンブルの「オートレース」と勘違いして、券売所を探す者もいた。
出場者は計148人。招待選手を除けばもっぱらアマチュアの自動車愛好家であり、講習会と練習走行でレース旗の意味や「アウト・イン・アウト」「スローイン・ファストアウト」などの基礎知識を教わった。彼らは愛車を運転して鈴鹿に到着し、ナンバープレートをつけたままレースに出場して、終了後はそのまま帰路に着いた。
運営側も不慣れなため、曖昧な規則の解釈をめぐって混乱が多発し、怒った選手がオフィシャルに暴力を振るうような場面もあった。スポーツカーB-IIIクラスに出場した浅野正雄はオフィシャルとの口論の末興奮状態でスタートし、150R（現130R）でコースアウトして崖下へ転落。意識不明の重傷を負い半年後に亡くなった。
国内自動車メーカーにとってもサーキットレースは経験のない分野だった。日本自動車工業会加盟企業は「日本グランプリには積極的に関与しない」との紳士協定を結んだが、市販車に手を加えたり、腕の立つドライバーと契約するなど「隠れワークスチーム」で臨んだメーカーもあり、その違いが成績に表れた。出場3クラスを制したトヨタは新聞広告などで「グランプリ優勝キャンペーン」を展開し、該当車種の販売成績を伸ばした。レースの成績が宣伝材料になることが証明され、以後、自動車メーカーは自社製品の優秀さをPRする目的でレースに積極的に取り組むようになった。

## 結果

### ツーリングカー
| 順位 | No. | ドライバー | 車名                 | 周回 | タイム  | グリッド |
| ---- | --- | ---------- | -------------------- | ---- | ------- | -------- |
| 1    | 9   | 望月修     | スズライト・フロンテ | 7    | 28'05.6 |          |
| 2    | 12  | 藤田晴久   | スズライト・フロンテ | 7    | 28'06.0 |          |
| 3    | 5   | 村岡三郎   | スバル・360          | 7    | 29'02.5 |          |
| 4    | 11  | 袴田友三郎 | スズライト・フロンテ | 7    | 29'02.7 |          |
| 5    | 7   | 小林章尾   | スバル・360          | 7    | 29'03.2 |          |
| 6    | 6   | 渡辺輝雄   | スバル・360          | 7    | 29'03.5 |          |

- 参加14台、決勝出走13台
- ポールポジション記録：4'00.9 小林章尾（スバル・360）
- ファステストラップ：3'58.1 川島勇（スズライト・フロンテ）

| 順位 | No. | クラス | ドライバー | 車名             | 周回 | タイム  | グリッド |
| ---- | --- | ------ | ---------- | ---------------- | ---- | ------- | -------- |
| 1    | 28  | III    | 深谷文郎   | トヨタ・パブリカ | 9    | 32'49.9 |          |
| 2    | 22  | III    | 前川義弘   | トヨタ・パブリカ | 9    | 32'50.1 |          |
| 3    | 21  | III    | 細谷四方洋 | トヨタ・パブリカ | 9    | 32'50.3 |          |
| 4    | 27  | III    | 小谷彰     | トヨタ・パブリカ | 9    | 33'21.6 |          |
| 5    | 29  | III    | R.ベイツ   | トヨタ・パブリカ | 9    | 33'30.2 |          |
| 6    | 26  | III    | 牧野俊彦   | トヨタ・パブリカ | 9    | 33'30.4 |          |

- 参加17台、決勝出走15台
- ポールポジション記録：3'36.7 前川義弘（トヨタ・パブリカ）
- ファステストラップ：3'33.9 深谷文郎（トヨタ・パブリカ）

| 順位 | No. | ドライバー | 車名               | 周回 | タイム  | グリッド |
| ---- | --- | ---------- | ------------------ | ---- | ------- | -------- |
| 1    | 6   | 立原義次   | 日野・コンテッサ   | 10   | 37'04.6 |          |
| 2    | 1   | 井口のぼる | DKW・1000          | 10   | 37'11.3 |          |
| 3    | 2   | V.G.ローズ | ルノー・ドーフィン | 10   | 37'22.7 |          |
| 4    | 7   | 小島常男   | 日野・コンテッサ   | 10   | 37'24.8 |          |
| 5    | 10  | 津々見友彦 | DKW・900           | 10   | 37'39.3 |          |
| 6    | 3   | 山西喜三夫 | 日野・コンテッサ   | 10   | 37'39.4 |          |

- 参加17台、決勝出走15台
- ポールポジション記録：3'37.4 井口のぼる（DKW・1000）
- ファステストラップ：3'33.3 井口のぼる（DKW・1000）

| 順位 | No. | ドライバー | 車名               | 周回 | タイム  | グリッド |
| ---- | --- | ---------- | ------------------ | ---- | ------- | -------- |
| 1    | 21  | 鈴木義一   | フォルクスワーゲン | 12   | 46'10.2 |          |
| 2    | 23  | 竹内達夫   | フォルクスワーゲン | 12   | 46'21.1 |          |
| 3    | 28  | 市瀬正至   | フォルクスワーゲン | 12   | 46'24.8 |          |
| 4    | 22  | 永井賢一   | フォルクスワーゲン | 12   | 48'21.5 |          |
| 5    | 24  | 井原吉春   | フォルクスワーゲン | 12   | 48'33.8 |          |
| 6    | 29  | 吉田安政   | フォルクスワーゲン | 12   | 49'53.1 |          |

- 参加9台、決勝出走8台
- ポールポジション記録：3'50.3 鈴木義一（フォルクスワーゲン）
- ファステストラップ：3'48.2 市瀬正至（フォルクスワーゲン）

| 順位 | No. | ドライバー | 車名               | 周回 | タイム  | グリッド |
| ---- | --- | ---------- | ------------------ | ---- | ------- | -------- |
| 1    | 42  | 式場壮吉   | トヨペット・コロナ | 15   | 51'57.1 |          |
| 2    | 57  | 立石宣     | トヨペット・コロナ | 15   | 52'03.5 |          |
| 3    | 41  | 松永正義   | トヨペット・コロナ | 15   | 52'04.9 |          |
| 4    | 44  | 荒尾正和   | ヒルマン・ミンクス | 15   | 52'21.4 |          |
| 5    | 50  | 浅岡重輝   | ヒルマン・ミンクス | 15   | 52'32.2 |          |
| 6    | 45  | 滝口憲亮   | ヒルマン・ミンクス | 15   | 53'01.4 |          |

- 参加17台、決勝出走15台
- ポールポジション記録：3'23.9 酒井荘一（ボクスホール・VX4190）
- ファステストラップ：3'25.0 式場壮吉（トヨペット・コロナ）

| 順位 | No. | ドライバー         | 車名                  | 周回 | タイム    | グリッド |
| ---- | --- | ------------------ | --------------------- | ---- | --------- | -------- |
| 1    | 48  | 多賀弘明           | トヨペット・クラウン  | 20   | 1:07'00.2 |          |
| 2    | 45  | K.D.スウィッシャー | いすゞ・ベレル        | 20   | 1:07'04.7 |          |
| 3    | 41  | 吉田隆郎           | フォード・タウヌス17M | 20   | 1:07'34.4 |          |
| 4    | 46  | ドン・ニコルズ     | いすゞ・ベレル        | 20   | 1:08'12.4 |          |
| 5    | 52  | 戸国盛弘           | 日産・セドリック      | 20   | 1:08'21.6 |          |
| 6    | 47  | 河島勇             | トヨペット・クラウン  | 20   | 1:08'50.7 |          |

- 参加18台、決勝出走16台
- ポールポジション記録：3'18.2 多賀弘明（トヨペット・クラウン）
- ファステストラップ：3'18.3 多賀弘明（トヨペット・クラウン）

### スポーツカー
| 順位 | No. | ドライバー | 車名                             | 周回 | タイム  | グリッド |
| ---- | --- | ---------- | -------------------------------- | ---- | ------- | -------- |
| 1    | 1   | 井口のぼる | DKW・1000                        | 13   | 46'09.9 |          |
| 2    | 15  | 立原義次   | 日野・コンテッサ                 | 13   | 46'20.7 |          |
| 3    | 3   | 吉田土岐夫 | オースチン・ヒーレー・スプライト | 13   | 46'29.6 |          |
| 4    | 2   | 喜多村誠   | オースチンヒーレー・スプライト   | 13   | 47'03.8 |          |
| 5    | 6   | 山西喜三夫 | オースチンヒーレー・スプライト   | 13   | 48'26.0 |          |
| 6    | 12  | 塚本育子   | ダットサン・フェアレディSPL      | 13   | 48'27.7 |          |

- 参加17台、決勝出走13台

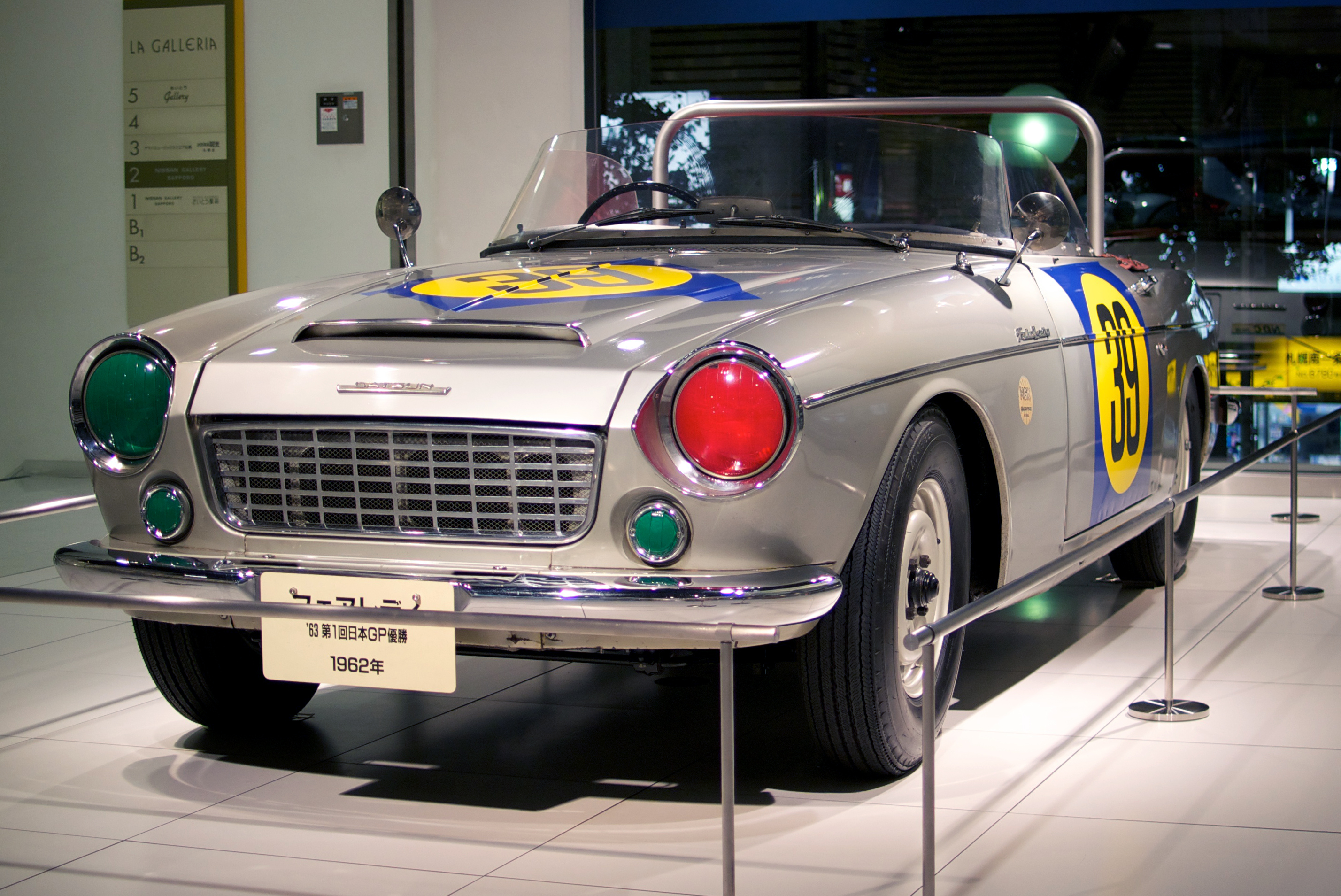
ダットサン・フェアレディ。No.39は田原源一郎の車番

- ポールポジション記録：3'30.9 R.ダンハム（日野・コンテッサ）
- ファステストラップ：3'28.2 立原義次（日野・コンテッサ）

※1位でゴールした石津祐介（オースチンヒーレー・スプライト）はウィンドシールドの規定違反で失格。
| 順位 | No. | ドライバー | 車名                     | 周回 | タイム  | グリッド |
| ---- | --- | ---------- | ------------------------ | ---- | ------- | -------- |
| 1    | 39  | 田原源一郎 | ダットサン・フェアレディ | 15   | 49'14.0 |          |
| 2    | 21  | 矢島博     | トライアンフ・TR4        | 15   | 49'20.2 |          |
| 3    | 30  | 立原義次   | トライアンフ・TR3        | 15   | 50'17.1 |          |
| 4    | 23  | 発生川忠成 | トライアンフ・TR4        | 15   | 50'55.0 |          |
| 5    | 22  | 松永正義   | MG・MGB                  | 15   | 51'26.0 |          |
| 6    | 26  | 宇田川武良 | フィアット               | 15   | 51'44.4 |          |

- 参加19台、決勝出走18台
- ポールポジション記録：3'15.1 発生川忠成（トライアンフ・TR4）
- ファステストラップ：3'14.4 田原源一郎（ダットサン・フェアレディ）

| 順位 | No. | ドライバー           | 車名                    | 周回 | タイム    | グリッド |
| ---- | --- | -------------------- | ----------------------- | ---- | --------- | -------- |
| 特   | 48  | アーサー・オーウェン | ジャガー・Eタイプ       | 20   | 1:03'04.0 |          |
| 1    | 41  | 横山達               | ジャガー・Eタイプ       | 20   | 1:03'12.0 |          |
| 2    | 47  | W.E.バレット         | メルセデスベンツ・300SE | 20   | 1:03'58.8 |          |
| 3    | 44  | 田中松雄             | ジャガー・Eタイプ       | 20   | 1:05'22.5 |          |
| 4    | 45  | 伊藤一夫             | ジャガー・Eタイプ       | 19   | 1:04'13.8 |          |
| 5    | 46  | 山西喜三夫           | ジャガー・Eタイプ       | 17   | 1:03'22.0 |          |
| 6    | 43  | 中野宏一郎           | オースチン・ヒーレー100 | 12   |           |          |

- 参加8台、決勝出走8台、完走5台
- ポールポジション記録：3'03.3 アーサー・オーウェン（ジャガー・Eタイプ）
- ファステストラップ：3'05.4 アーサー・オーウェン（ジャガー・Eタイプ）

※1着のアーサー・オーウェンは特別参加のため章典外。

### 国際スポーツカー
| 順位 | No. | クラス | ドライバー                       | 車名                    | 周回 | タイム  | グリッド |
| ---- | --- | ------ | -------------------------------- | ----------------------- | ---- | ------- | -------- |
| 1    | 2   | I      | ピーター・ウォー                 | ロータス・23            | 20   | 55'21.1 |          |
| 2    | 5   | I      | マイケル・ナイト                 | ロータス・23            | 20   | 55'47.9 |          |
| 3    | 3   | I      | アーサー・オーウェン             | ロータス・23            | 20   | 56'00.1 |          |
| 4    | 12  | III    | ピエール・デュメイ               | フェラーリ・250GT       | 20   | 57'13.9 |          |
| 5    | 13  | III    | J.ロジンスキー                   | アストンマーティン・DB4 | 20   | 57'21.4 |          |
| 6    | 8   | II     | フシュケ・フォン・ハンシュタイン | ポルシェ・カレラ2       | 19   | 56'23.6 |          |

- 参加14台（A-I 7台/A-II 3台/A-III 4台）、決勝出走11台（A-I 4台/A-II 3台/A-III 4台）
- ポールポジション記録：
- ファステストラップ：2'41.3 ピーター・ウォー（ロータス・23）

| 順位 | No. | クラス | ドライバー                       | 車名                    | 周回 | タイム    | グリッド |
| ---- | --- | ------ | -------------------------------- | ----------------------- | ---- | --------- | -------- |
| 1    | 2   | I      | ピーター・ウォー                 | ロータス・23            | 30   | 1:22'31.0 |          |
| 2    | 5   | I      | マイケル・ナイト                 | ロータス・23            | 30   | 1:22'33.5 |          |
| 3    | 3   | I      | アーサー・オーウェン             | ロータス・23            | 30   | 1:24'46.1 |          |
| 4    | 12  | III    | ピエール・デュメイ               | フェラーリ・250GT       | 30   | 1:24'55.9 |          |
| 5    | 8   | II     | フシュケ・フォン・ハンシュタイン | ポルシェ・カレラ2       | 30   | 1:24'56.1 |          |
| 6    | 13  | III    | J.ロジンスキー                   | アストンマーティン・DB4 | 30   | 1:24'57.0 |          |

- 参加14台（A-I 7台/A-II 3台/A-III 4台）、決勝出走12台（A-I 5台/A-II 3台/A-III 4台）
- ファステストラップ：2'41.9 ピーター・ウォー（ロータス・23）

## エピソード
メインイベントの国際スポーツカーレースは、ドライバーが車に駆け寄って乗り込むル・マン式スタートで行われた。優勝者のピーター・ウォーは、のちにチーム・ロータス代表として中嶋悟のF1デビューに関わるなど、日本と関係が深い。また、2位のマイケル・ナイトは翌年の第2回日本GPでウォーを破って優勝するが、今日では岡山国際サーキットの「マイクナイトコーナー」にその名を残している。
2009年4月、鈴鹿サーキットのリニューアルオープンイベントで第1回日本GPが再現され、ゲストのピーター・ウォーの乗るロータス・23を先頭にフェラーリ・250GT、ポルシェ・カレラ2、ロータス・11、ジャガー・Eタイプなど、当時と同型の車輌が東コースをパレード走行した。